# Ministère de l'Intérieur (Russie)
Pour les articles homonymes, voir MVD, Ministère des Affaires intérieures et Ministère de l'Intérieur.
Le ministère de l'Intérieur de Russie a pour sigle MVD (МВД), Ministerstvo vnoutrennikh diel (russe : Министерство внутренних дел ; français : ministère des Affaires intérieures) dans la Russie actuelle comme dans l'ex-URSS. Cet organe a connu de nombreux remaniements. 

## La police secrète à l'époque tsariste
Au XIXe siècle il existait déjà une police secrète, directement soumise au ministère de l'intérieur et dont la fonction principale était la découverte, la surveillance et l'élimination de toute sédition politique. Au cœur du système, il y avait la troisième section (de la Chancellerie impériale), fondée par l'empereur Nicolas Ier en 1826. Entièrement indépendante de la police ordinaire, cette section était associée aux Corps spécial de Gendarmerie, de création antérieure. Son objet était de maintenir l'empereur au plus près des affaires et de porter à sa connaissance tout abus ou irrégularité dans la marche de l'administration de l'Empire. Dans cet objectif, le chef de la Troisième section était en contact permanent avec l'empereur.
Avec l'ampleur croissante prise par les mouvements révolutionnaires, notamment après l'assassinat de l'empereur Alexandre II en 1881, le département de la police d'État hérita des pouvoirs de police secrète relevant autrefois de la Troisième section, dissoute, tandis que ses agents les plus valables étaient transférés à l'Okhrana. En 1896, les pouvoirs de ce ministère furent étendus aux dépens des secrétariats d'État qui ne conservèrent que les pouvoirs de gendarmerie jusqu'en 1904 où un nouveau secrétariat d'État prit la tête de tous les services de police.

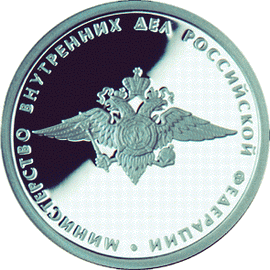
La monnaie jubilaire avec le blason du MVD, 2002

Au début du XXe siècle, le colonel Serguei Zoubatov perfectionne l'art de la provocation policière avec la Zoubatovchtchina : il infiltre des agents provocateurs comme le pope Gueorgui Gapone au sein du mouvement ouvrier, allant jusqu'à créer des organisations ouvrières prétendument « indépendantes » pour contrer la progression des révolutionnaires.
Avec la Première Guerre mondiale, ce département se vit adjoindre un service de contre-espionnage. Tous ces services, comme l'Okhrana, furent dissous après la révolution de Février comme contre-révolutionnaires.

## Le MVD à l'époque soviétique
Après leur victoire lors de la révolution d'Octobre, les bolcheviks démantelèrent les forces de police tsaristes pour constituer une milice prolétarienne d'ouvriers et de paysans sous le contrôle du NKVD.
En mars 1946 le NKVD est rebaptisé MVD. Cette modification s'accompagne d'un changement de terminologie concernant les Commissaires du Peuple (NK) qui deviennent alors des ministres (M). Dans le même temps, le NKGB devient le MGB. Ce ministère assure la fonction de police secrète après la fusion du MGB dans le MVD en mars 1953, mesure prise par Beria dans la réorganisation des institutions qui suit la mort de Staline. Mais la chute de Beria la même année provoqua une nouvelle séparation des services : le MVD conserva le contrôle de la « sécurité intérieure » (fonctions de police) tandis que le nouveau KGB prenait en charge la « sécurité de l'État » (fonctions de police secrète).
Dans ses efforts pour contrecarrer la bureaucratie héritée de la période stalinienne et pour revenir aux « principes de Lénine », Nikita Khrouchtchev devenu Premier secrétaire appela à la dissolution du MVD de l'URSS. Le ministère cessa donc d'exister en janvier 1960 et ses fonctions furent transférées à différents autres ministères. En 1962, le MVD de la RSFS de Russie fut renommé ministère de la Sécurité et de l'Ordre public.
Léonid Brejnev reconstitua à nouveau le ministère de la Sécurité et de l'Ordre public pour l'URSS en juillet 1966 sous la responsabilité de Nikolaï Chtchelokov. Le MVD recouvra son titre original en 1968.
Le MVD réformé devait également combattre la criminalité économique, c'est-à-dire notamment supprimer toute entreprise privée en vertu des lois organisant l'économie socialiste. Ce combat ne fut jamais toutefois très efficace, de par la nature même de l'économie souterraine et du marché noir.
En 1973 fut créée la troupe de chant et de danse des Forces internes (VV) du ministère de l’Intérieur.
Au milieu des années 1980, l'image de la militsia était largement compromise par le niveau de corruption atteint et par le comportement irrégulier tant des agents que des officiers (comportement révélé en particulier lors du meurtre d'un agent du KGB par un gang d'agents de la Milice en poste dans le métro de Moscou en 1983). Enfin, de nombreux officiers d'un rang élevé du MVD, y compris le ministre lui-même, furent éclaboussés par un scandale lié au blanchiment d'argent.
En 1991, son effectif compte entre autres 350 000 paramilitaires.

## Le MVD dans la Russie actuelle

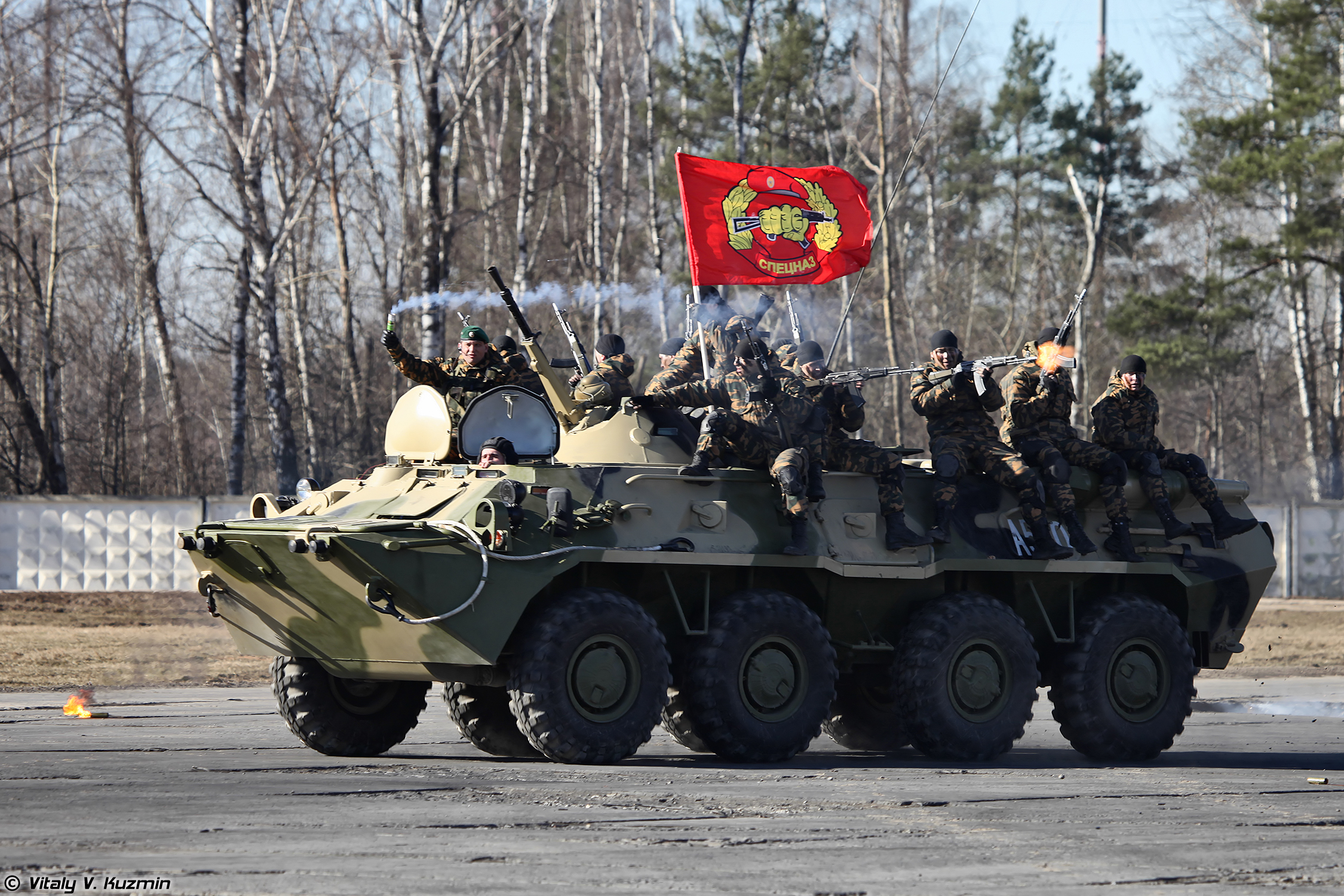
Démonstration d'une unité des troupes internes à bord d'un BTR-80 en 2014

Le MVD en Russie est actuellement un ministère fédéral à vocation de contrôle de l'ordre public et de garantie des droits et des obligations des individus. Divers services de la militsia (depuis mars 2011, police) dont l'OMON et les « forces internes » (внутренние войска) font partie du MVD.
Les Forces internes (VV) du ministère de l’Intérieur n’ont jamais fait partie des Forces armées de l’URSS ni de la Russie dont l’Armée rouge, soviétique et maintenant russe était partie constituante de la triade aux côtés de la Marine et de l’Aviation militaires.
En 2009, le MVD russe employait 921 268 personnes.

## Dirigeants

### MGB
- 1946–1951 : Viktor Abakoumov
- 1951–1953 : Semion Ignatiev

### MVD de l'URSS
- mars–juin 1953 : Lavrenti Beria
- mars 1953–mars 1956 : Sergueï Krouglov

### MVD de la Russie
- 1989–1990 : Vassili Trouchine (ru)
- 1990–1991 : Viktor Barannikov (en)
- 1991–1992 : Andreï Dounaïev (ru)
- 1992–1995 : Viktor Ierine (en)
- 1995–1998 : Anatoli Koulikov (en)
- 1998–1999 : Sergueï Stepachine
- 1999–2001 : Vladimir Rouchaïlo
- 2001–2003 : Boris Gryzlov
- 2004–2012 : Rachid Nourgaliev
- depuis 2012 : Vladimir Kolokoltsev

## Littérature
- (ru) Adrianov S. A. Ministère des Affaires intérieures. 1802–1902. Адрианов С. А. Министерство внутренних дел. 1802–1902. Saint-Pétersbourg, 1901.